# Формула Бейкера — Кэмпбелла — Хаусдорфа
Формула Бейкера — Кэмпбелла — Хаусдорфа определяет выражение для {\displaystyle Z} из следующего равенства
{\displaystyle e^{X}e^{Y}=e^{Z}}
здесь  {\displaystyle X}, {\displaystyle Y} и {\displaystyle Z} — элементы алгебры Ли близкие к нулю.
Выражение на {\displaystyle Z} является довольно сложным рядом с членами составленными из скобок Ли от {\displaystyle X}, {\displaystyle Y}.
Существование этой формулы играет ключевую роль в доказательстве того, что алгебра Ли полностью определяет локальную структуру своей группы Ли.
Частный случай этой формулы применяется в квантовой механике и особенно в квантовой оптике.

## Формула
Существует несколько вариантов для записи {\displaystyle Z}. Если представить {\displaystyle Z} в виде разложения в ряд, то первые несколько членов будут иметь вид:
{\displaystyle {\begin{aligned}Z(X,Y)&=\log(\exp X\exp Y)=\\&{}=X+Y+{\frac {1}{2}}[X,Y]+{\frac {1}{12}}\left([X,[X,Y]]+[Y,[Y,X]]\right)-\\&{}\quad -{\frac {1}{24}}[Y,[X,[X,Y]]]-\\&{}\quad -{\frac {1}{720}}\left([Y,[Y,[Y,[Y,X]]]]+[X,[X,[X,[X,Y]]]]\right)+\\&{}\quad +{\frac {1}{360}}\left([X,[Y,[Y,[Y,X]]]]+[Y,[X,[X,[X,Y]]]]\right)+\\&{}\quad +{\frac {1}{120}}\left([Y,[X,[Y,[X,Y]]]]+[X,[Y,[X,[Y,X]]]]\right)+\\&{}\quad +\cdots \end{aligned}}}
где "{\displaystyle \cdots }" содержит слагаемые более высоких порядков.
Наиболее общее выражение для {\displaystyle Z} дается формулой Дынкина :
{\displaystyle Z} = {\displaystyle \log(\exp X\exp Y)=\sum _{n=1}^{\infty }{\frac {(-1)^{n-1}}{n}}\sum _{\begin{smallmatrix}r_{1}+s_{1}>0\\\vdots \\r_{n}+s_{n}>0\end{smallmatrix}}{\frac {[X^{r_{1}}Y^{s_{1}}X^{r_{2}}Y^{s_{2}}\dotsm X^{r_{n}}Y^{s_{n}}]}{(\sum _{j=1}^{n}(r_{j}+s_{j}))\cdot \prod _{i=1}^{n}r_{i}!s_{i}!}},}
здесь суммирование проводится по всем неотрицательным значениям  {\displaystyle s_{i}} и {\displaystyle r_{i}}, и приняты следующие обозначения:
{\displaystyle [X^{r_{1}}Y^{s_{1}}\dotsm X^{r_{n}}Y^{s_{n}}]=[\underbrace {X,[X,\dotsm [X} _{r_{1}},[\underbrace {Y,[Y,\dotsm [Y} _{s_{1}},\,\dotsm \,[\underbrace {X,[X,\dotsm [X} _{r_{n}},[\underbrace {Y,[Y,\dotsm Y} _{s_{n}}]]\dotsm ]].}